# Laurie Blouin
Laurie Blouin (* 7. April 1996 in Stoneham-et-Tewkesbury, Québec) ist eine kanadische Snowboarderin. Sie startet in den Disziplinen Slopestyle und Big Air.

## Werdegang
Blouin nimmt seit 2011 an Wettbewerben der Ticket to Ride World Snowboard Tour und der FIS teil. Dabei holte sie national im Februar 2011 beim SlopeStyle CSR in Le Relais ihren ersten Sieg. In der Saison 2011/12 siegte sie im Slopestyle bei der BC Snowboard Provincial Series im Sun Peaks Resort und beim Snow Crown Junior Event in Calgary.
Den dritten Rang erreichte sie im Slopestyle beim Billabong Flaunt It am Mont Saint-Sauveur. Ihr Weltcupdebüt hatte sie im Februar 2012 in Stoneham, welches sie auf dem achten Rang im Slopestyle beendete.
Im März 2013 holte Blouin bei den Snowboard-Juniorenweltmeisterschaften in Erzurum Gold im Slopestyle. Im selben Monat kam sie beim Snow Crown in Calgary auf den zweiten Rang im Slopestyle. In der Saison 2013/14 siegte sie beim Le Relais Slopestyle und errang den dritten Platz beim Billabong Flaunt It in Lake Louise. In der folgenden Saison gewann sie im Slopestyle beim Billabong Flaunt It am Mount St Louis und beim Sport Chek Air Nation in Whistler und kam bei der Dew Tour Am Series im Sun Peaks Resort auf den zweiten Platz.
Beim Snow Crown in Blue Mountain belegte sie den zweiten Platz im Big Air und den ersten Rang im Slopestyle-Wettbewerb. Zu Beginn der Saison 2015/16 erreichte sie mit dem zweiten Platz im Slopestyle in Cardrona ihre erste Podestplatzierung im Weltcup. Bei den Snowboard-Weltmeisterschaften 2016 in Yabuli errang sie den 22. Platz im Slopestyle und den vierten Platz im Big Air.
In der Saison 2016/17 siegte sie im Slopestyle beim Grandvalira Total Fight und belegte beim Weltcup auf der Seiser Alm den zweiten Platz im Slopestyle. Bei den Snowboard-Weltmeisterschaften 2017 in Sierra Nevada holte sie die Goldmedaille im Slopestyle. Zudem wurde sie dort Sechste im Big Air.
In der Saison 2017/18 errang Blouin im Big Air beim Weltcup in Québec und beim World Ski & Snowboard Festival in Whistler jeweils den zweiten Platz. Bei den Olympischen Winterspielen 2018 in Pyeongchang gewann sie am 12. Februar die Silbermedaille im Slopestyle und belegte im Big Air den 12. Platz. Nach Platz drei im Big Air beim Weltcup in Peking zu Beginn der Saison 2018/19, holte sie bei den Winter-X-Games 2019 die Goldmedaille im Big Air. Bei den Snowboard-Weltmeisterschaften 2019 in Park City wurde sie Neunte im Slopestyle. Im März 2019 errang sie beim Weltcup in Québec den zweiten Platz im Big Air und abschließend den 12. Platz im Freestyle-Weltcup und den fünften Platz im Big-Air-Weltcup. Im folgenden Monat wurde sie Dritte im Big Air beim World Ski and Snowboard Festival in Whistler. Bei den X-Games Norway 2019 in Fornebu kam sie auf den vierten Platz im Big Air. Mitte Dezember 2019 belegte sie beim Big-Air-Weltcup in Peking Rang drei hinter der Japanerin Miyabi Onitsuka und der Österreicherin Anna Gasser. In der Saison 2019/20 erreichte sie mit je einen dritten, zweiten und ersten Platz, den fünften Platz im Freestyle-Weltcup und den zweiten Rang im Slopestyle-Weltcup. Bei den Winter-X-Games 2020 gewann sie die Silbermedaille im Slopestyle und bei den X-Games Norway 2020 in Hafjell die Bronzemedaille im Big Air. In der folgenden Saison holte sie bei den Winter-X-Games 2021 die Bronzemedaille im Slopestyle und bei den Snowboard-Weltmeisterschaften 2021 die Goldmedaille im Big Air. Nach Platz drei im Slopestyle beim Weltcup in Calgary zu Beginn der Saison 2021/22 und der Bronzemedaille im Slopestyle bei den Winter-X-Games 2022, wurde sie bei den Olympischen Winterspielen 2022 in Peking Achte im Big Air sowie Vierte im Slopestyle. Zum Saisonende siegte sie im Slopestyle in Bakuriani und errang in Silvaplana den zweiten Platz. Sie erreichte damit den vierten Platz im Park & Pipe-Weltcup und den zweiten Rang im Slopestyle-Weltcup.

## Sportliche Erfolge

### Olympische Spiele
| Datum         | Ort         | Land | Disziplin  | Platz |
| ------------- | ----------- | ---- | ---------- | ----- |
| 22. Feb. 2018 | Pyeongchang | KOR  | Slopestyle | 2     |